# 101번째 프러포즈
《101번째 프러포즈》(일본어: 101回目のプロポ-ズ)는 1991년 후지 TV에서 방송된 일본의 텔레비전 드라마이다. 대한민국에서는 1992년 영화, 2006년에 드라마로 만들어졌다.

## 일본 드라마 (1991년 作)

### 개요
1991년 7월부터 후지 TV에서 방송된 드라마로 각본가 노지마 신지가 본격적으로 이름을 알리기 시작한 작품이기도 하다. 어딘지 신통치 않아 보이는 중년 남자와 미인 첼로 연주자와의 순애보 사랑을 그린 작품으로 최고 시청률 36.7%까지 기록하며 일본에서 대 히트한 작품이다.
킨파치 선생이라는 이미지가 강했던 타케다 테츠야가 중매에 99회나 실패한, 별 볼일 없는 중년남자 타츠로를 열연. 아사노 아츠코는 타츠로의 100번째 중매상대로 약혼자와 사별한, 아픔을 지닌 여성을 연기했다. 또한, 타츠로를 끔찍하게 아껴주는 동생 역으로는 헤어스타일 외에는 전혀 닮은 곳을 찾아볼 수 없는 에구치 요스케, 카오루에게 연정을 품고 안타까운 사랑을 하는 엘리트 연주가, 사와무라 나오토 역에 타케우치 리키가 캐스팅 되었다.
드라마의 주제곡으로 쓰인 차게 앤 아스카의 〈SAY YES〉는 대 히트를 기록하여 오리콘 차트 위클리 싱글 차트에서 13주간 1위를 기록하는 등 높은 판매고를 얻었다. 드라마에서 타츠로가 카오루에게 외치는 대사 “저는 죽지 않습니다! (僕は死にません)”는 일본에서 유행어가 되기도 했다.
일본 후지 TV 게츠쿠 작품으로 1990년 7월 ~ 10월까지 방송된 드라마, 《멋진 짝사랑》, 1991년 1월 ~ 3월 방송된 드라마 《도쿄 러브 스토리》, 그리고 《101번째 프러포즈》 이렇게 3가지 작품을 일본에서는 순애3부작이라고 부르기도 한다.

### 캐스팅
- 야부키 카오루 - 아사노 아츠코
- 호시노 타츠로 - 타케다 테츠야
- 호시노 슌페이 - 에구치 요스케
- 야부키 치에 - 타나카 리츠코
- 오카무라 료코 - 이시다 유리코
- 사와무라 나오토 - 타케우치 리키
- 이시게 모모코 - 아사다 미요코

### 부제·시청률
| 각 화    | 부제 (서브 타이틀)              | 방송일    | 시청률 |
| -------- | ------------------------------- | --------- | ------ |
| 제1악장  | 운명의 맞선                     | 1991.7.1  | 20.3%  |
| 제2악장  | 일생에 한 번의 내기             | 1991.7.8  | 20.9%  |
| 제3악장  | 제가 행복하게 해드리겠습니다    | 1991.7.15 | 19.9%  |
| 제4악장  | 사랑이 움직일 때                | 1991.7.22 | 21.3%  |
| 제5악장  | 사랑이 없는 결혼할 수 있습니까? | 1991.7.29 | 21.2%  |
| 제6악장  | 약혼                            | 1991.8.5  | 19.8%  |
| 제7악장  | 설마 그 사람이                  | 1991.8.12 | 18.9%  |
| 제8악장  | 슬픈 약혼 반지                  | 1991.8.19 | 23.3%  |
| 제9악장  | 약혼자를 만회해라               | 1991.8.26 | 23.4%  |
| 제10악장 | 나는 포기하지 않는다            | 1991.9.2  | 26.6%  |
| 제11악장 | 사랑의 여신이여!                | 1991.9.9  | 30.5%  |
| 최종악장 | SAY YES                         | 1991.9.16 | 36.7%  |

## 대한민국 드라마 (2006년 作)
| 후지 TV 월요 드라마                 | 후지 TV 월요 드라마                     | 후지 TV 월요 드라마                               |
| 이전 작품                           | 작품명                                  | 다음 작품                                         |
| ----------------------------------- | --------------------------------------- | ------------------------------------------------- |
| 학교에 가자! (1991.4.8 - 1991.6.24) | 101번째 프로포즈 (1991.7.1 - 1991.9.16) | 보고 싶을 때 당신은 없다 (1991.10.7 - 1991.12.16) |